# Python breitensteini
 (janvier 2023).
Si vous disposez d'ouvrages ou d'articles de référence ou si vous connaissez des sites web de qualité traitant du thème abordé ici, merci de compléter l'article en donnant les références utiles à sa vérifiabilité et en les liant à la section « Notes et références ».
Espèce
Synonymes
- Python curtus breitensteini Steindachner, 1881

Statut de conservation UICN

 LC  : Préoccupation mineure
Statut CITES
Python breitensteini ou  Python à queue courte de Bornéo est une espèce de serpents de la famille des Pythonidae.
Autrefois considéré comme une sous-espèce de python curtus  (python malais), le python breitensteini  a été élevé au rang d’espèce en 2002.

## Répartition
Cette espèce se rencontre dans les zones humides et marécageuses de Bornéo dans les parties indonésiennes et malaises et à Singapour.

## Description
C'est un serpent constricteur ovipare.
Pouvant mesurer jusqu’à 1m80 à l’âge adulte, ce serpent dispose d’une morphologie particulière : une tête plate, un corps massif et une queue courte, d’où son nom de « python à queue courte de Bornéo ».
Tout comme le python malais et le python brongersmai, cette espèce a la capacité de faire pivoter ses yeux dans diverses directions, ce qui est une prouesse unique chez les serpents.
Au niveau de l’alimentation, ce python se nourrit principalement de petits mammifères ainsi que d’oiseaux.

## Étymologie
Cette espèce est nommée en l'honneur d'Heinrich Breitenstein (1848-1930).

## Publication originale
- Steindachner, 1881 "1880" : Über eine neue Pythonart (Python Breitensteini) aus Borneo. Sitzungsberichte der Kaiserlichen Akademie der Wissenschaften. Mathematisch-Naturwissenschaftliche Classe. Abt. 1, Mineralogie, Botanik, Zoologie, Geologie und Paläontologie, vol. 82, p. 267-268 (texte intégral).